# 7330 Annelemaître
7330 Annelemaître è un asteroide areosecante. Scoperto nel 1985, presenta un'orbita caratterizzata da un semiasse maggiore pari a 2,3572742 au e da un'eccentricità di 0,3007561, inclinata di 21,64343° rispetto all'eclittica.
L'asteroide è dedicato alla matematica belga Anne Lemaître.